# Хиљаду деветсто осамдесет четврта
Хиљаду деветсто осамдесет четврта (енгл. Nineteen Eighty-Four), бројем 1984, дистопијски је друштвено-фантастични роман и прича упозорења коју је написао енглески писац Џорџ Орвел. Објавили су је 8. јуна 1949. године Секер и Ворбург као Орвелову девету и последњу књигу завршену за његовог живота. Тематски, фокусира се на последице тоталитаризма, масовног надзора и репресивног режима људи и понашања унутар друштва. Орвел, демократски социјалиста, моделирао је ауторитарну државу у роману о стаљинистичкој Русији и нацистичкој Немачкој. Шире гледано, роман истражује улогу истине и чињеница у друштвима и начине на које се њима може манипулисати.
У алтернативној стварности је 1984. година. Нема више држава и народа јер је свет подељен на три велесиле, супердржаве Океанију, Евроазију и Истазију, које међусобно ратују, непрестано правећи и кршећи пактове, потпуно опседнуте жељом за владавином над читавом планетом. Винстон Смит, службеник из Лондона, проводи једноличну, туробну свакодневницу свестан да нешто није у реду, да није све онако како изгледа. Како нема с ким да подели своје сумње, почиње да се пита да ли је последњи разуман човек на свету или је луд. А онда низ случајних, наизглед безначајних догађаја, који можда и нису сасвим случајни, почиње да му открива праву стварност, скривену иза политичких манипулација владајуће класе и њеног наводног диктаторског вође, Великог брата. У сумануто опасној потрази за истином, Винстон ће морати да се суочи са својим најмрачнијим тајнама и да пронађе одговоре на тешка питања о цени слободе, среће и љубави.
Роман је постао класичан књижевни пример политичке и дистопијске фикције. Такође је популаризовао термин „орвеловски“ као придев, при чему су многи термини коришћени у роману ушли у уобичајену употребу, укључујући „Велики брат“, „дворазмишљање“, „полиција мисли“, „мисаони злочин“, „новоговор“ и „2+2=5". Повучене су паралеле између теме романа и стварних животних случајева тоталитаризма, масовног надзора и кршења слободе изражавања, између осталих тема. Тајм је уврстио роман на своју листу 100 најбољих романа на енглеском језику од 1923. до 2005. године, и био је стављен на листу 100 најбољих романа Модерне библиотеке, достигавши 13. место на листи уредника и 6. место међу читаоцима. Године 2003. био је на осмом месту у истраживању Би-Би-Сија.

## Стварање и публикација
У јануару 1944. професор књижевности Глеб Струв је Орвела упознао са дистопијским романом Јевгенија Замјатина из 1924. године. У свом одговору Орвел је изразио интересовање за жанр и обавестио Струвеа да је почео да пише идеје за једну од својих, „које могу бити написане пре или касније.“
Године 1946, Орвел је писао о дистопијском роману Врли нови свет од Олдоса Хакслија из 1931. у свом чланку „Слобода и срећа“ за часопис Трибјун, и приметио сличности са Ми. У то време Орвел је постигао критички и комерцијални хит са својом политичком сатиром Животињска фарма из 1945. године, што је подигло његов профил. За наставак је одлучио да произведе своје дистопијско дело. На састанку са Фредриком Варбургом, суоснивачем његовог британског издавача Секер & Варбург, непосредно пре изласка Животињске фарме, Орвел је објавио да је написао првих 12 страница свог новог романа. Међутим, могао је да зарађује за живот само од новинарства и предвидео је да књига неће бити објављена пре 1947. године. Напредак је ишао споро; до краја септембра 1945. Орвел је написао неких 50 страница. Орвел је постао разочаран ограничењима и притисцима везаним за новинарство и презрео је градски живот у Лондону. Његово здравље је такође страдало, јер је оштра зима погоршала његов случај бронхиектазије и лезије на једном плућном крилу.

## Радња
Године 1984. цивилизацију су опустошили светски рат, грађански сукоби и револуција. Писта Један (раније позната као Велика Британија) је провинција Океаније, једне од три тоталитарне супер-државе које владају светом. Њом влада „Партија” под идеологијом „Ингсоц” (новоговорска скраћеница од „енглеског социјализма”) и мистериозни вођа Велики брат, који има интензиван култ личности. Партија брутално елиминише свакога ко није у потпуности у складу са њиховим режимом, користећи Полицију мисли и стални надзор преко телекрана (двосмерних телевизора), камера и скривених микрофона. Они који падну у немилост Партије постају „неособе”, затим нестају, а докази о њиховом постојању бивају уништени.
У Лондону, Винстон Смит, члан Шире партије, ради у Министарству истине, где преправља историјске записе како би се ускладили са државном верзијом историје која се стално мења. Винстон ревидира претходна издања Тајмса, док се оригинални документи уништавају након што бивају бачени у канале познате као меморијске рупе, које воде до огромне пећи. Он се потајно противи владавини Партије и сања о побуни, упркос томе што зна да је већ „зломислилац” и да ће вероватно једног дана бити ухваћен.
Док је био у пролском (пролетерском) кварту, Винстон је упознао господина Чарингтона, власника антикварнице, у којој купује дневник у коме може да критикује Партију и Великог брата. На његову ужаснутост, када посети пролски кварт, он открива да они немају политичку свест. Док ради у Министарству истине, посматра Џулију, младу жену која одржава машине за писање романа у Министарству, за коју Винстон сумња да је шпијунка, и развија интензивну мржњу према њој. Он магловито сумња да је његов надређени, званичник Уже партије, О’Брајен, део загонетног подземног покрета отпора познатог као Братство, који је формирао жестоко критиковани политички ривал Великог брата, Емануел Голдштајн.
Једног дана, Џулија тајно предаје Винстону љубавну поруку и њих двоје започињу тајну везу. Џулија објашњава да и она мрзи Партију, али Винстон примећује да је она политички апатична и незаинтересована за рушење режима. У почетку се виђају ван града, али касније почињу да се састају у изнајмљеној соби изнад продавнице господина Чарингтона. Током афере, Винстон се сећа нестанка своје породице током грађанског рата 1950-их и његовог напетог односа са својом отуђеном супругом Катарином. Недељама касније, О’Брајен позива Винстона у свој стан, где се представља као члан Братства и шаље Винстону примерак Голдштајнове Теорије и праксе олигархијског колективизма. У међувремену, током националне Недеље мржње, непријатељ Океаније се изненада мења из Евроазије у Истазију, што углавном пролази непримећено. Винстон је позван у Министарство како би помогао да се изврше неопходне ревизије евиденције. Винстон и Џулија читају делове Голдштајнове књиге, која објашњава како Партија одржава власт, право значење њених слогана и концепт вечитог рата. Она тврди да Партија може бити свргнута ако се против ње побуне проли. Међутим, Винстон сматра да то не даје одговор „зашто” је Партија мотивисана да одржи власт.
Винстон и Џулија су ухваћени када се открије да је господин Чарингтон заправо агент Полиције мисли и они бивају затворени у Министарству љубави. Долази О’Брајен, који се такође открива као агент Полиције мисли. О’Брајен говори Винстону да никада неће сазнати да ли Братство заиста постоји и да су књигу Емануела Голдштајна заједно написали О’Брајен и други чланови Партије. Током неколико месеци, Винстон је изгладњиван и мучен како би своја уверења ускладио са Партијом. О’Брајен открива да Партија „жели власт ради саме власти”.
О’Брајен води Винстона у собу 101 на последњу фазу преваспитања, која садржи најгори страх сваког заточеника. Када се суочи са кавезом са помахниталим пацовима, Винстон издаје Џулију желећи да њу муче уместо њега. Винстон бива пуштен назад у јавни живот и наставља да посећује кафану „Под кестеном”. Једног дана Винстон наилази на Џулију, која је такође била мучена. Обоје откривају да су издали оног другог и да више немају осећања једно према другом. Назад у кафани, вести славе наводну масивну победу Океаније над евроазијским армијама у Африци. Винстон коначно прихвата да воли Великог брата.

## Историја
Орвел, који је средишњу тему романа зацртао 1944. године, већину романа је написао на острву Јура у Шкотској током 1947—1948. године док је био критично оболио од туберкулозе. Коначан рукопис је послао својим пријатељима Секеру и Варбургу 4. децембра 1948. године, а књига је објављена 8. јуна 1949. године.
До 1989. године роман је преведен на више од 65 језика, што је више него било које друге двије књиге неког аутора.

## Инспирација за дело
Орвел је инспирацију за писање црпио из разних извора, али понајвише из тоталитарних тенденција Совјетског Савеза и Трећег рајха. Изјава "2 + 2 = 5", која се употребљава за мучење Винстона Смита током испитивања, био је слоган бољшевичке партије за други петогодишњи план, који је охрабривао испуњавање петогодишњег плана за само четири године. Слоган је био видљив по московским кућама, рекламним панелима и другим локацијама. Подела света на три суперсиле делимично се темељи на Техеранској конференцији 1944: Исак Дојчер, сарадник Обсервера, наводи да је Орвел био уверен да су том конференцијом "Стаљин, Черчил и Рузвелт свесно одлучили да поделе свет".
Мењање савезништва Океаније између Евроазије и Истазије подсећа на мењање савезништва између Совјетског Савеза и Трећег рајха током пакта о ненападању 1940-их. Када су Уједињено Краљевство и СССР постали савезници 1941, Орвел је уочио како се савезништва могу лако да се промене у случају користи: "Одвратно је што је тај убица (Стаљин) сада одједном на нашој страни, а све чистке итд. одједном су заборављене". Након пораза Трећег рајха Орвел је радио за Обсервер, те је посетио разне заробљеничке логоре и уочио да су неки Руси променили стране те су се борили за Немце.
Опис Емануела Голдштајна с козјом брадицом подсјећа на Лава Троцког. Голдштајнова књига подсећа на пародију стварне Троцкине књиге Издана револуција из 1937. која је критиковала Стаљинов модел Совјетског Савеза. Гвинет Робертс сматра да је узор за Голдштајна био и левичар Андрес Нин, шпански вођа ПОУМ-а с којим се Орвел борио у Шпанском грађанском рату, а који је говорио да је Стаљин издао вредности социјализма. Нина су касније смакнули совјетски агенти.
Свеприсутност Великог Брата, који на плакатима има бркове, подсећа на култ личности, можда Стаљинов или Хитлеров. Вести Океаније наглашавају рекордне бројке продукције баш као и у Совјетском Савезу где су се глорификовале фабрике и особе које су постигле нове рекорде у производњи.
Мучења Министарства љубави подсећају на процедуре НКВД-а и њихове методе испитивања, Орвелови "шпијуни", деца и млади које су учили да пазе на непријатеље државе, темељи се на младим совјетским пионирима који су тражили "непријатеље људи" те их издавали НКВД-у. Те су активности биле део велике чистке од 1936. до 1938. Орвел је сазнао о случају Павлика Морозова, 14-годишњег пионира који је 1930-их пријавио своју породицу совјетској полицији јер је гомилала житарице након чега су га сељаци убили, а совјетске власти му потом саградиле споменике широм државе као пример угледног пионира младим нараштајима.
Млада лига против секса темељи се на младим комунистима названим комсомол. Иако нису вршили експлицитни целибат, комсомол није охрабривао сексуалност међу својим члановима јер се сматрало да спречава посвећеност партији. Мисаона полиција, која је хапсила људе само због "анти-совјетских" примедби, темељи се на НКВД-у, али и на тајној полицији Токубетсу Кото Кеисатсу која је основана 1911. у Јапану и стављала у затвор особе које су "затроване опасним идеологијама" те су сумњале у јапанску власт. Кеисатсу је заиста имао надимак "мисаона полиција" много пре Хиљаду деветсто осамдесет четврте.
Два минута мржње и недеља мржње темеље се на сталним окупљањима које су спонзорисали органи Совјетског Савеза током Стаљиновог раздобља као и њихова ритуална демонизација непријатеља. Орвел је предвидео и поплаву скраћеница разних организација и установа. Режим Океаније користи разне скраћенице. Министарство истине зове се "Минист", партија енглески социјализам зове ингсоц слично као и совјетске и нацистичке честе скраћенице: нпр. Комунистичка унија младих скраћена је на комсомол; Комунистичка интернационала скраћена је на Коминтерна; Гехајме Штатсполицај (Geheime Staatspolizei) скраћен је на Гестапо итд.
Посао Винстона Смита је ревизија историје као и избацивање "неособа", које режим више не трпи, из историјских архива. То вуче паралеле на Стаљинове методе "брисања" непожељних особа с фотографија, из књига и часописа. Један познати пример је фотографија Стаљина и Јежова с које је Јежов избрисан након што је смакнут и постао непожељан у Совјетском Савезу.
"Наредбе дана" Великог Брата темеље се на Стаљиновим "наредбама дана" током рата. Слоган ингсоца "наш нови, срећан живот" понавља се на телекранима и такође подсећа на Стаљинову изјаву из 1935: "Живот је постао бољи, другови, живот је постао веселији." Због таквих паралела Хиљаду деветсто осамдесет четврта била је 1950. забрањена у Совјетском Савезу, али скоро и у САД и Британији током кубанске кризе.

## Теме

### Национализам и ограничени речник
Хиљаду деветсто осамдесет четврта заправо проширује Орвелов властити есеј Белешке о национализму из 1945. о мањку вокабулара потребног да би се објаснио непризнат феномен иза одређених политичких сила. Службени "скраћени" језик партије, новоговор, указује на ту проблематику. У есеју Зашто пишем (енгл. Why I Write), сâм Орвел је утврдио: "Писати једноставно снажним језиком подразумева неустрашиво размишљање, а ако је неко неустрашив, не може бити политички комфоран". Таква тема налази се и у Хиљаду деветсто осамдесет четвртој јер држава употребљава језик да би све више проширила политичку контролу над људима који говоре истим. Партија стога има изврнут и корумпирани језик: новоговор. Темељи се на теорији тадашњих писаца да су мисли зависне од речи које их изражавају те стога језик који не садржи одређене речи или идеје неће моћи изразити те идеје међу људима који га говоре. Циљ је новоговора да све идеје које не следе принципе ингсоца постану магловите и неодређене те су стога неприкладне речи хируршки уклоњене из језика. Тиме партија има 'водоотпоран' политички језик у којем су све "неодређене и плитке сене значења" старог језика уништене заједно с делима великих писаца који су га употребљавали. И национализам је уткан у радњу.
- позитиван национализам: љубав Океанијаца према Великом Брату и партији
- негативан национализам: мржња Океанијаца усмерена против Емануела Голдштајна и државних непријатеља
- премештан национализам: усред говора говорник промени непријатеља Океаније те се публика одмах преокрене и усмери мржњу против новог непријатеља (прво је непријатељ Евроазија, затим је одједном савезник, а нови је непријатељ Истазија).

### Футурологија
У књизи, члан Унутрашње партије О'Брајен описује партијску визију будућности:
| „                             | Неће бити радозналости, нема уживања у процесу живота. Сва конкурентна задовољства биће уништена. Али увек — не заборави ово, Винстоне — увек ће постојати опијеност моћи, која се стално повећава и постаје све суптилнија. Увек, у сваком тренутку, биће узбуђење победе, осећај гажења беспомоћног непријатеља. Ако желите слику будућности, замислите чизму која утискује људско лице - заувек. | ” |
| — Део III, поглавље III, 1984 | |   |

### Равнотежа између јавних и приватних вредности
Током целог свог живота Орвел је настојао да оствари равнотежу између јавних и приватних вредности, између креативног и неопходног рада. Био је заокупљен јавним и политичким животом, али је био и свестан важности приватног живота појединаца као и вредности свакодневице. Један од разлога зашто је сматрао да су пролови у Хиљаду деветсто осамдесет четвртој остали људска бића, као што је Винстон коментарисао Џулији, налазио се у њиховим приватним животима и емотивним везама који су остали недодирнути партијом. Чланови партије имају привилегије који пролови немају, али им партија одређује кога ће срести, с ким ће провести слободно време, с ким ће ступити у брак те њих став према свему. Орвел је сматрао да би држава требало да обезбеди друштвени оквир за своје грађане, али не и да диктира како ће да живе свој приватни живот; ако то учини, постаће мања људска бића.

### Цензура
Једна од главних тема приче је цензура, посебно у Министарству истине где се фотографије ретуширају а јавне архиве измењују да би се решили неугодних "неособа" (људи којих се партија одлучила решити и избрисати из историје). Телекрани показују невероватно преувеличане и лажне бројке о стално растућој економији и све бољем животном стандарду иако у стварности грађани живе све лошије те чак и нормалне намирнице постају реткост. Стално се добијају и извештаји о великим победама на ратном пољу иако је крајњи циљ рата непознат а непријатељи неодређени. Но нико од грађана не може неутрално поверити информације јер партија контролише све медије. Сам Орвел је једном изјавио: "Већ сам у ранијој доби приметио да се ниједан догађај исправно не објављује у новинама."

### Послушност и слободна воља
Партија захтева да сви грађани буду апсолутно послушни према држави. За О’Брајана није довољно што ће неко постати потпуно послушан роб, Винстон мора да у једнакој мери заволи Великог Брата, у истој у којој га је испрва замрзио. Стога му се мора сломити отпор, прво физички, затим психички, када изда Џулију, те тако изгуби свој интегритет и слободну вољу. Џулијина побуна је још више инстинктивна од Винстонове те зна чак боље организовати и сакрити своје тајне активности. Она такође зна зашто партија води рестриктивну политику према сексу: полни чин мора бити или дужност у браку или безвољни сусрет да би партија сексуалну фрустрацију могла да преусмери у мржњу према непријатељима. Стога је полни однос између Винстона и Џулије сам по себи политичка побуна.

### Надгледање
Грађани Океаније, посебно чланови шире партије, немају стварну приватност. Многи живе у становима у којима су двосмерни телекрани, који у исто време емитују програм, али могу да служе и као камере које снимају све око себе. Пошта се редовно отвара и чита пре слања, мисаона полиција запошљава тајне агенте који пријављују људе субверзивних мисли. Ово потпуно надгледање грађана осигурава контролу државе.
Абот Глисон (Abbott Gleason), Џек Голдсмит (Jack Goldsmith) и Марта Си Насбом (Martha C. Nussbaum) наводе да се из приче може интерпретирати и неполитичка, амбивалентна тема. По њима, права религија се не налази у институцијама Океаније већ у противкултури присталица дисидента, Жидова Емануела Голдштајна и његовог текста спасења, забрањене књиге. То вуче паралеле с раним хришћанством тиком Римског царства. Нова култура агресивна према религији потискује је, али се јавља пророк који скупља следбенике те се јавља нови завет који потајно кружи по градовима. Винстон тражи тиме ослобођење од тираније уз помоћ (испоставља се) замишљеног пророка из Израела, што се може тумачити као доза поштовања према значењу хришћанског јеванђеља.

## Свет романа

### Политичка географија
Три непрестано зараћене тоталитарне супердржаве контролишу свет у роману:
- Океанија (идеологија: Енгсоц, позната на староговору као енглески социјализам), чије су основне територије „Америка, атлантска острва, укључујући Британска острва, Аустралазију и јужни део Африке“.
- Евроазија (идеологија: необољшевизам), чије су основне територије „цео северни део европске и азијске копнене масе од Португала до Беринговог мореуза“.
- Истазија (идеологија: брисање себе, познато и као обожавање смрти), чије су основне територије „Кина и земље јужно од ње, јапанска острва и велики, али променљиви део Манџурије, Монголије и Тибета“.

Вечни рат се води за контролу над „спорним подручјем“ које се налази између граница супердржава, које чини „груби четвороугао са својим угловима у Тангеру, Бразавилу, Дарвину и Хонг Конгу“, који укључује Екваторијалну Африку, Блиски исток, Индија и Индонезија. Спорна област је место где супердржаве заробљавају ропски рад. Борбе се такође воде између Евроазије и Истоказије у Манџурији, Монголији и Централној Азији, и између Евроазије и Океаније око разних острва у Индијском и Тихом океану.
Вечни рат се води за контролу над „спорним подручјем“ које се налази између граница супердржава, које чини „груби четвороугао са својим угловима у Тангеру, Бразавилу, Дарвину и Хонг Конгу“, који укључује Екваторијалну Африку, Блиски исток, Индију и Индонезију. Спорна област је место где супердржаве заробљавају ропски рад. Борбе се такође воде између Евроазије и Истазије у Манџурији, Монголији и Централној Азији, и између Евроазије и Океаније око разних острва у Индијском и Тихом океану.

## Рецензије
Рецензије романа биле су у великој већини похвалне. Критика New York Timesa од 12. јула 1949. била је посебно позитивна: "Џејмс Џојс (James Joyce), у лику Стивена Дедалуса (Stephen Dedalus), направио је данас већ славну поделу између статичне и кинетичке уметности. Велико уметничко дело је статично у свом учинку: постоји у себи самоме, не захтева ништа изван себе. Кинетичко уметничко дело постоји да би захтевало: није самодовољно, већ захтева или гнушање или жудњу да би остварило своју улогу. [...] Орвелова Хиљаду деветсто осамдесет четврта је велико остварење кинетичке уметности. Ово можда значи да је њена величина само тренутна, њена снага само за нас, сада, за ову генерацију, ову годину, да је можда осуђена да буде полог времена. Свеједно је вероватно да ниједно друго дело ове генерације није створило толику жудњу за слободом толико искрено а гнушање тираније с толиком пуноћом."
Олдус Хаксли, аутор тематски сличне дистопијске књиге Врли нови свет, написао је 1949. писмо Орвелу у којем је хвалио Хиљаду деветсто осамдесет четврту као "врхунску и дубоко значајну књигу", али је сматрао да је тоталитарна будућност погрешно предвиђена јер је ипак извеснија 'мека моћ' владајуће класе: "Би ли политика "чизме на лицу" могла трајати унедоглед јесте упитно. Моје је уверење да ће владајућа олигархија пронаћи мање агресивне и разорне начине владања и задовољавања жеље за моћи, а ти ће начини личити на оне које сам описао у Врлом новом свету." Орвел је одговорио Хакслију да ипак сумња у пророчанску вредност Врлог новог света јер "ниједно друштво такве врсте не би могло опстати дуже од неколико генерација јер би владајућа класа која једино мисли у терминима 'добре забаве' брзо изгубила своју виталност".

## Адаптације
- 1984. (Studio One), ТВ-драма коју је америчка ТВ-мрежа CBS емитовала 1953. у оквиру антологије Westinghouse Studio One
- Хиљаду деветсто осамдесет четврта, ТВ-драма у продукцији Би-Би-Сија (BBC) са Питером Кушингом (Peter Cushing) у главној улози, оригинално емитована 1954. године
- Хиљаду деветсто деведесет четврта, британски играни филм из 1984. године са Џоном Хертом (John Hurt) у главној улози
- 1984, опера Лорина Мазела (Lorin Maazel) из 1985. године.

Крајем 1983. Радиотелевизија Београд емитовала је посебно издање емисије Петком у 22 посвећено Орвеловом роману под насловом Добро вече, господине Орвел. У њој је драматизована једна сцена из романа, а у њој је лик Винстона Смита тумачио Петар Краљ, а лик Парсонса Слободан Алигрудић.

### Теме из романа
- Дистопија
- Тоталитаризам
- Нови светски поредак